# Ruth Jacott
Ruth Jacott (* 2. September 1960 in Paramaribo, Suriname) ist eine niederländische Sängerin.

## Leben
In Suriname geboren, kam sie als Neunjährige zusammen mit ihrer Familie in die Niederlande. Sie wurde Sängerin diverser Bands und nahm an ersten Gesangswettbewerben teil. 1988 gewann sie beim Festival de Knokke in Belgien. Sie bekam daraufhin Angebote bei Musical-Produktionen wie Cats und A Night at the Cotton Club und tourte damit durch die Niederlande und die Nachbarländer.
Sie vertrat die Niederlande beim Eurovision Song Contest 1993 in Millstreet. Ihr Popsong Vrede erreichte dort den sechsten Platz. Im selben Jahr erschien ihr Debütalbum. Weitere Alben und zahlreiche Singles konnten sich in den niederländischen Charts platzieren. Ab dem Jahr 2000 war sie auch erneut auf Theater- und Musicalbühnen zu sehen. 2008 verkörperte sie Billie Holiday in einem gleichnamigen Musical. Sie erhielt dafür den Preis Beste vrouwelijke hoofdrol in een kleine musical (Beste weibliche Hauptrolle in einem kleinen Musical).
Von 2011 bis 2012 hat sie eine eigene Show mit Coversongs, Simply the Best.

## Diskografie (Alben)
In Klammern hinter den niederländischen Originaltiteln steht die etwaige deutsche Bedeutung.
- 1993: Ruth Jacott
- 1994: Hou me vast (Halt mich)
- 1995: Geheimen (Geheimnisse)
- 1997: Hartslag (Herzschlag)
- 1998: Altijd dichtbij: De hitcollectie (Immer nah dran: Die Hitkollektion)
- 1999: Vals Verlangen (Falsche Wünsche)
- 2000: Live in Carré
- 2002: Tastbaar (Greifbar)
- 2004: Het beste von Ruth Jacott (Das Beste von Ruth Jacott)
- 2009: Passie (Leidenschaft)
- 2010: A tribute to Billie Holiday (Eine Hommage an Billie Holiday; mit dem Metropole Orkest)
- 2012: Simply the Best – One Woman Show
- 2014: Ik adem je in (Ich atme dich ein)